# Thuidium remotifolium
Thuidium remotifolium là một loài rêu trong họ Thuidiaceae. Loài này được (Grev.) Renauld & Cardot mô tả khoa học đầu tiên năm 1893.